# Mein Herz brennt
«Mein Herz brennt» (укр. Моє серце палає) — одна з найвідоміших пісень-синглів гурту Rammstein. Цією піснею було відкрито вихід альбому Mutter, і її використали як пісню для відкриття концертів у ту епоху. Також пісня з'являється в альбомі найбільших хітів групи Made in Germany 1995–2011, будучи єдиною піснею альбому, яка на момент виходу не виходила як сингл чи не мала кліпу. Пісня вийшла як сингл у 2012 році для просування майбутньої колекції відео «Videos 1995–2012». Фортепіанна версія пісні вийшла як сингл 7 грудня 2012 року.

## Кліп
Для «Mein Herz brennt» було створено два кліпи, перший для оригінальної версії, а другий для фортепіанної версії. Обидва вони були зняті у ванній кімнаті Беліц-Хайльштеттена.  Режисером став Зоран Бихач, який раніше був режисером для кліпу «Links 2 3 4», а потім зняв кліпи для «Mein Teil» та «Rosenrot».

### Фортепіанна версія
Прем'єра кліпу відбулася 7 грудня 2012 року на Vimeo. На відео видно, що вокаліст Тілль Ліндеманн носить чорну сукню, і в нього розфарбоване обличчя. Вся ванна кімната світло-червона, а в центрі басейн, який випромінює світло. Перша частина кліпу складається з великих планів Ліндеманна, який ходить поблизу басейну, поки не починається другий куплет, де він починає ходити по підніжжю басейну. Коли пісня закінчується, то Ліндеманн заходить в басейн, і світло в ньому згасає. Музичне відео для фортепіанної версії - це перше відео після «Mutter» у якому присутній лише Ліндеманн.

### Оригінальна версія
Кліп вийшов 14 грудня 2012 року.  У кліпі Ліндеманн тероризує комплекс Беліц-Хайльштеттен, який виконує роль сиротинця. Він викрадає дітей-сиріт, і тримає їх у клітці, яка розташована у головній ванній кімнаті. Жінка-наглядач намагається захистити дітей за допомогою рушниці, але Ліндеманн перемагає її. Наглядач з'являється на відео як молодим, так і старим, в той час як Ліндеманн залишається таким самим, що свідчить про безсмертя та паранормальні здібності.

## Трек-лист
| CD-Maxi | CD-Maxi                                                     | CD-Maxi    |
| #       | Назва                                                       | Тривалість |
| ------- | ----------------------------------------------------------- | ---------- |
| 1.      | «Mein Herz brennt (Piano Version)» («Моє серце палає»)      | 4:31       |
| 2.      | «Gib mir deine Augen» («Дай мені свої очі»)                 | 3:44       |
| 3.      | «Mein Herz brennt (Video Edit)» («Моє серце палає»)         | 4:18       |
| 4.      | «Mein Herz brennt (Boys Noize RMX)» («Моє серце палає»)     | 5:00       |
| 5.      | «Mein Herz brennt (Piano Instrumental)» («Моє серце палає») | 4:31       |

| iTunes exclusive edition | iTunes exclusive edition                                     | iTunes exclusive edition |
| #                        | Назва                                                        | Тривалість               |
| ------------------------ | ------------------------------------------------------------ | ------------------------ |
| 1.                       | «Mein Herz brennt (Piano Version)» («Моє серце палає»)       | 4:31                     |
| 2.                       | «Gib mir deine Augen» («Дай мені свої очі»)                  | 3:44                     |
| 3.                       | «Mein Herz brennt (Video Edit)» («Моє серце палає»)          | 4:18                     |
| 4.                       | «Mein Herz brennt (Boys Noize RMX)» («Моє серце палає»)      | 5:00                     |
| 5.                       | «Mein Herz brennt (Piano Instrumental)» («Моє серце палає»)  | 4:31                     |
| 6.                       | «Mein Herz brennt (Turntablerocker RMX)» («Моє серце палає») | 5:23                     |

| 7" вініл | 7" вініл                                               | 7" вініл   |
| #        | Назва                                                  | Тривалість |
| -------- | ------------------------------------------------------ | ---------- |
| 1.       | «Mein Herz brennt (Piano Version)» («Моє серце палає») | 4:31       |
| 2.       | «Gib mir deine Augen» («Дай мені свої очі»)            | 3:44       |

(джерело:)

## Дати випусків
- 7 грудня 2012 року — Німеччина, Австрія, Фінляндія, Швеція, iTunes (міжнародний)
- 10 грудня 2012 року — Франція, Велика Британія
- 11 грудня 2012 року — Іспанія, США, Канада

(джерело:)

## Позиції в чартах
| Чарти (2012)             | Позиція |
| ------------------------ | ------- |
| German Singles Chart     | 7       |
| Угорщина (Single Top 40) | 7       |